# Pòstum II
Pòstum II o Pòstum Junior (el Jove) (en llatí Postumus Iunior), i figura a la Historia Augusta com un dels anomenats trenta tirans que van usurpar el poder contra l'emperador romà Gal·liè.
Trebel·li Pol·lió diu a la Historia Augusta que Pòstum I, usurpador de l'imperi a les Gàl·lies, tenia un fill, Pòstum el Jove, a qui va nomenar primer Cèsar, i després va compartir l'imperi amb ell i l'anomenà "August". Hauria mort junt amb el seu pare a mans dels propis soldats, després d'haver prohibit el saqueig de Magúncia on havien derrotat al rebel Lolià, cap a l'any 269.
Com que no s'han trobat monedes que en parlin clarament, la seva existència ha estat posada en dubte. Una moneda mostra al que seria Postum I amb la llegenda "IMP. C. POSTUMUS. P. F. AUG." i al darrere la imatge d'un personatge més jove amb corona i les paraules "INVICTO. AUG.", però no és segur que representi al jove Pòstum. Pol·lió diu que va ser un destacat retòric, i que Quintilià el va incloure en els seus textos.